# João Câmara
João Câmara este un oraș în Rio Grande do Norte (RN), Brazilia.

## Istoric
Municipalitatea a fost fondată la 29 octombrie 1928. La 30 noiembrie 1986, João Câmara a fost lovit de un cutremur cu o magnitudine moment de 5,1. Evenimentul, parte a unei secvențe de activitate seismică începută în august 1986 și continuată până în 1990, a fost precedat de cutremure premergătoare și urmat de numeroase replici, cu peste 1.000 de seisme înregistrate. A provocat pagube materiale extinse clădirilor din municipiu, a strămutat mii de locuitori și a fost resimțit în alte orașe din Nord-Estul Braziliei, inclusiv Natal și Mossoró. Cutremurul este considerat unul dintre cele mai notabile evenimente seismice din Brazilia.